# Василий Велики
Василий Велики (на гръцки: Μέγας Βασίλειος, известен също и като Василий Кесарийски (Βασίλειος Καισαρείας), е християнски светец, архиепископ на Кесария Кападокийска, църковен писател и богослов. 
Почитан е като светец от Православната, Римокатолическата, Епископалната, Англиканската и Лутеранската църква. Един от Тримата светители – отци на Църквата - заедно с Йоан Златоуст и Григорий Богослов, а заедно с последния и Григорий Богослов, образува групата на тримата Велики кападокийци. В Римокатолическата църква е наричан и доктор на църквата (от лат. doctor ecclesiae).

## Житие
Роден е около 330 г. в областта Кападокия, в град Кесария, известен и като Мазака (сега Кайсери, Турция). Учи там, заедно с Григорий Богослов (Григорий Назиански), с когото стават приятели за цял живот. Продължава образованието си в Константинопол, след което прекарва 6 години в Атина.  
След завръщането си от Атина в Кесария, за кратко преподава и се занимава с право, но скоро животът му се променя коренно, когато чува проповедите на Евстатий от град Себастия (Sebastia, сега - Сивас, Турция). Евстатий е  участник в Първия Вселенски събор в Никея, който поддържа арианите и основава сектата на македонитите. Той оказва голямо влияние върху Василий, но самият Василий (роден като езичник) впоследствие е православен християнин. 
През 357 г. Василий предприема пътуване до Палестина, Египет, Сирия и Месопотамия, където изучава аскетизма и монашеството. След това се установява близо до Нео-Кесария. Към 358 г. около него се събира група ученици и той и брат му Петър и основават манастир в семейното си имение в Понт. Към тях се присъединяват майка им Емелия (Света Емилия), сестра им Макрина и няколко други жени. През 362 г. е ръкоположен за дякон, и заедно с Григорий Богослов, прекарва следващите няколко години в борба с арианската ерес. През 370 г. е избран за епископ на родния си град Кесария. 

Умира през 379 г. от заболяване на черния дроб.

## Творчество
Основните му творби са „За Светия Дух“ (On the Holy Spirit), 3 книги срещу арианеца Евномий, проповеди върху т.нар. Шестоднев - шестте дни на Сътворението на света (на седмия Господ си почива) - и др. Василий е най-известен с правилата за монашески живот, които създава, съсредоточени върху живота в монашеската общност, литургичните молитви и труда. Автор е и на многочислени проповеди и писма на богословска тематика (от тях са съхранени до наши дни над 300).